# رینو لوی
رینو لوی (انگلیسی: Rino Levi؛ ۳۱ دسامبر ۱۹۰۱ – September 29, 1965) معمار، و استاد دانشگاه اهل برزیل بود.